# Никотиновый пауч
Никотиновые паучи, также называемые современными пероральными никотиносодержащими продуктами, представляют собой пакетики белого цвета, содержащие никотин и другие вещества. В паучи не добавляются табачные листья, стебли или табачная пыль. Никотин для паучей может быть получен путем экстракции из табачных растений или синтетически. Никотиновые паучи описываются как аналог или бестабачная версия снюса
Никотиновый пауч используется следующим образом: пользователь помещает пакетик между губой и десной и оставляет его там до тех пор, пока выделяются никотин и вкусовая добавка. После использования пауч выбрасывается. Упаковка паучей многих торговых марок включает специальный отсек сверху с защелкивающейся крышечкой, в который можно поместить использованные паучи, если поблизости нет мусорной корзины. Маленькие паучи не похожи на жевательный табак, поскольку их содержимое остается внутри пакетика во время использования и пользователю не нужно сплевывать его. Также процесс использования паучей не включает горение
Количество независимых анализов состава, воздействия и биомаркеров никотиновых паучей ограничено, однако в настоящее время планируется проведение некоторых независимых исследований. В продаже имеются паучи с различными ароматизаторами. Многие торговые марки никотиновых паучей производятся основными крупнейшими табачными компаниями (например, Swedish Match производит паучи Zyn и Volt, British American Tobacco — Lyft и Velo (uk), Imperial Tobacco — Skruf и ZoneX, Japan Tobacco International — Nordic Spirit, Philip Morris International — Shiro, а Altria владеет 100 % акций компании по производству паучей On!. В декабре 2020 года и апреле 2021 года дочерние компании Altria заключили сделки по приобретению оставшихся 20 % международного бизнеса On! на общую сумму около 250 млн. долларов

## Применение
Первые паучи были разработаны в начале 2000-х годов небольшой молодой компанией Niconovum. Данная компания зарегистрировала свой продукт в 2008 году как лекарственный препарат для никотинзаместительной терапии (Zonnic) с содержанием никотина 2 мг. В 2009 году компания R. J. Reynolds (сейчас British American Tobacco) купила Niconovum. После этого табачные компании, в частности Swedish Match, стали активно работать над паучами. Ввиду наличия спроса на менее заметный и бездымный продукт с содержанием никотина многие ведущие шведские производители снюса, например Swedish Match, Skruf и AG Snus, создали свои торговые марки никотиновых паучей (ZYN, Shiro, Swave и т. д.). Никотиновые паучи, хотя и позволяют потреблять никотин незаметно для окружающих и не содержат табака, тем не менее также могут вызывать некоторые побочные эффекты.
Цена на никотиновые паучи обычно сопоставима с ценой пачки обычных сигарет. Для применения паучей, в отличие от электронных сигарет, не требуются дополнительные устройства и батарейки. Никотиновые паучи могут привлекать внимание разнообразием вкусов и возможностью применения без влияния на окружающих людей.
Никотиновые паучи продаются в аптеках Норвегии, Финляндии, Дании и Швеции как средства никотинзаместительной терапии. Норвежское агентство по лекарственным средствам одобрило торговую марку Zonnic как средство для отказа от курения.

## Содержимое
Помимо никотина, паучи обычно содержат пищевые наполнители, подсластители и ароматизаторы. Основным по объёму компонентом никотиновых паучей является растительное волокно, которое используется для наполнения паучей и придания им желаемой формы, объёма и свойств. Для производства различных торговых марок паучей используются различные волокна, но чаще всего — волокна эвкалипта и сосны. В продаже имеются никотиновые паучи различных вкусов: мята, черешня, кофе, цитрусовые и многое другое. Содержание никотина в никотиновых паучах разных марок обычно варьируется от 1 мг до 10 мг на пакетик. Срок хранения никотиновых паучей как правило больше, чем у традиционного снюса.

## Исследования
Никотиновые паучи содержат никотин — химическое вещество, вызывающее зависимость.
Согласно монографии Международного агентства по изучению рака (МАИР) никотин не является канцерогеном, однако статья по результатам метаанализа, проведенного сотрудниками Мемориального госпиталя Тата в Мумбаи (Индия), гласит, что никотин может быть канцерогенным, а также оказывает широкое неблагоприятное воздействие на многие системы человеческого организма. По мнению Королевской коллегии врачей никотин не является сам по себе особо опасным веществом. Члены Коллегии утверждают, что значительный вклад никотина в смертность или заболеваемость, вызванную курением, маловероятен, и что если бы курящие люди могли получать никотин без дыма, то, вероятно, можно было бы избежать большей части, если не всего вреда курения.

## Классификация
В разных странах мира распространение и употребление никотиновых паучей регулируются по-разному. Так, в Норвегии или Канаде продажа никотиновых паучей в неспециализированных магазинах запрещена, поскольку они относятся к категории новых никотиносодержащих продуктов. В других странах принята свободная реализация данных товаров, поскольку они не считаются табачными изделиями ввиду отсутствия в их составе табака. Никотиновые паучи запрещены в Германии, но доступны в Швеции. Они не подлежат жесткому регулированию в Европейском Союзе, однако некоторые из их характеристик подпадают под действие регламента Европейского Союза (EC) 1272/2008 относительно правил классификации, маркировки и упаковки веществ и смесей.
В США никотиновые паучи должны классифицироваться как табачные изделия, поскольку содержат никотин, получаемый из табака.
В Норвегии с 2014 по 2018 год продавались бестабачные никотиновые паучи под названием Epok. В июне 2018 года в результате решения Управления по вопросам здравоохранения Норвегии компания British American Tobacco Norway была вынуждена снять Epok с продажи. Решение Управления было обусловлено тем, что, поскольку в Epok не содержится табак, данный продукт является новым никотиносодержащим продуктом, отличным от форм снюса, одобренных в Норвегии. В регистрации никотиновых паучей ZYN, очень похожего продукта, также уже было отказано дважды. В течение нескольких дней с даты запрета компания повторно выпустила Epok на норвежский рынок, добавив в него небольшое количество отбеленного табака, что позволило квалифицировать новую версию пауча как снюс — одобренную форму никотиносодержащего продукта. По состоянию на июль 2022 г. никотиновые паучи Epok по-прежнему продаются в норвежских продуктовых магазинах.
В Канаде никотин считается рецептурным лекарственным средством, поэтому частный ввоз никотиносодержащих продуктов запрещен. Исключения составляют практикующие медицинские работники или практикующие врачи, производители лекарственных препаратов, оптовые продавцы лекарственных средств, фармацевты, а также иностранные граждане, временно находящиеся в Канаде.
В Финляндии до апреля 2023 г. никотиновые паучи классифицировались как лекарственные препараты. Однако Агентство по безопасности и развитию в области фармацевтики Финляндии (FIMEA) заявило, что они не могут быть отнесены к категории лекарственных препаратов, если не реализуются как товары медицинского назначения или если не доказано каким-либо другим способом их регулярное использование в качестве лекарственных средств.